# Josette Torrent
Josette Torrent, née le 15 avril 1930 à Perpignan, est une résistante française. 
Elle est devenue, à l’âge de 12 ans, l’une des plus jeunes résistantes de France lors de la Seconde Guerre mondiale.

## Biographie
Elle est née en 1930 et grandit à Saint-Malo. Fille de Michel Torrent, sa famille gagne la zone libre au début de la Seconde Guerre mondiale et s'installe à Perpignan.
De 1942 à 1944, elle devient agent de liaison aux côtés de son père, la première fois à la suite d'un malaise de celui-ci qui devait transmettre un message et lui demande, empêché, de remplir cette mission à sa place,,,,.
En mars 1944, son père est arrêté. Il est interrogé et torturé mais ne dit rien. Il meurt dans un train qui le mène au Camp de concentration de Flossenbürg, en Allemagne.
Après la Seconde Guerre mondiale, Josette Torrent devient secrétaire aux archives de la préfecture de Perpignan et élève ses enfants.
En 1993, lisant dans un journal local que la municipalité de Perpignan veut remplacer la plaque de rue « Michel Torrent, martyr de la Résistance » par « Michel Torrent », elle s’y oppose et décide désormais de témoigner sur la résistance de son père et sa propre participation. Elle intervient dans les collèges et lycées, puis publie en 2023 un livre autobiographique, J’avais 12 ans et j’étais résistante, avec les journalistes Olivier Montégut et Johanna Cincinatis,.

## Décorations
- Chevalière de la Légion d'honneur (2010)[6]
- Chevalière de l'ordre national du Mérite (2001)
- Commandeur de l'ordre des Palmes académiques (2024)[7]